# Federação Internacional de Ginástica
A Federação Internacional de Ginástica (em francês:  Fédération Internationale de Gymnastique) atende pela sigla FIG e é a entidade que representa a ginástica e suas modalidades competitivas em âmbito mundial.
Ela é a responsável por toda a organização das sete modalidades que envolvem o desporto, bem como detém autoridade sobre as regras e calendários utilizados pelas ginásticas. São elas: Ginástica geral – que não possui campeonatos -, ginástica artística masculina, ginástica artística feminina, ginástica rítmica, ginástica de trampolim, ginástica aeróbica e ginástica acrobática. A entidade foi fundada em 23 de julho de 1881 em Bruxelas, na Bélgica, cinco anos após a sistematização do esporte.
A estrutura da FIG é bem organizada e composta por federações de todo o mundo, sejam a nível afiliado ou associado, em um total de 129 membros. É ainda a entidade de maior influência sobre o esporte e está subordinada diretamente ao Comitê Olímpico Internacional (COI).
As atividades da FIG se desdobram sobre a ginástica e suas respectivas modalidades – controladas pelos estatutos da federação. Tais regras exigem que a maior parte dos esforços recaiam sobre o intuito da informação e das atividades, enfatizando o bem-estar físico e psicológico do atleta ou praticante, sobretudo no caso da ginástica geral (ou ginástica para todos), independente de raça, religião, idade ou classe social. Estes mesmos estatutos legais concentram-se, em seguida, em competições – como os Campeonatos Mundiais e as Olimpíadas. Educação e competição são, hoje em dia e sempre, as palavras-chave em todos os aspectos dos esforços de desenvolvimento da FIG. Deste modo, tem-se a Federação como o órgão que tem por objetivo orientar, regulamentar, controlar, difundir e promover eventos na área da ginástica.

## O logotipo
O logotipo da Federação foi desenhado em três cores - branco, azul e laranja - e elaborado em forma de um círculo, que simboliza a unidade e o mundo. Desse modo, fica-se representada a unidade do tempo e do espaço, que mostra o caráter universal da ginástica. Ao seu redor está escrito "Federação Internacional de Ginástica. Fundada em 1881", nas línguas inglesa e francesa. Marcando o círculo, de cor azul, há uma linha branca que nunca termina, representando um contínuo perpértuo. As linhas longitudinais e latitudinais mostram os princípios da FIG e o desenvolvimento físico e espiritual atingidos pelo ginasta através da prática, que o acompanha pelo resto da vida e permanece para os demais.
As iniciais da Federação, escritas em laranja, representam a marca da entidade, para que seja lembrada a natureza universal da ginástica e de que esta funciona sob suas próprias regras e estatutos reconhecidos em todos os níveis de sua estrutura.

## Filosofia
| “ | Nós somos a primeira federação internacional que se dedica tanto ao esporte competitivo como ao esporte recreativo. | ” |

A FIG tem por filosofia enquanto entidade administradora e organizadora maior das modalidades, observar os direitos humanos e a não discriminação política, religiosa, racial ou qualquer outra que infrinja tais direitos. Este é um dever da Federação para com os praticantes do esporte. A FIG desaprova e proíbe qualquer tipo de discriminação e violação dos direitos do homem entre seus membros. Os ginastas e as comissões devem respeitar as relações em equipe e em suas próprias atividades, federações e seus membros devem também corresponder as especificações de uma disputa limpa (chamado fair play[a]) e ao código de ética elaborado pelo comitê executivo.
A "educação física" e o "desporto" são os dois focos de interesse da FIG, seja na busca de virtudes e melhorias, seja a favor das competições. Nesses dois casos, a ginástica representa ambos. Um pilar está ligado a fundamentação cultural partilhada por todas as formas de prática, exigindo condicionamento físico, tanto no nível artístico quanto no desportivo. O outro pilar pertence a elite e ao espectáculo, ao qual pertencem os ginastas mais importantes de cada época - os atletas que representam suas respectivas nações.

## Origem e desenvolvimento
É seguro afirmar que o homem tem executado suas próprias variações das artes da ginástica há séculos, percebida na Pré-História e trabalhada a partir da Grécia e do Egito antigo. Etimologicamente, a palavra nos recorda que os antepassados gregos executavam os exercícios nus. Na língua de Zeus, gumnos significa "nu". Já a palavra "acrobacia", também derivada do grego akrobatos, literalmente significa "andar sobre as pontas dos pés".
Mais próximo de nosso tempo, outros autores famosos, pensadores e filósofos, em especial Martinho Lutero e Jean-Jacques Rousseau, continuaram a bem relatar as virtudes do que eles tinham já proclamado ser a oitava arte. Rousseau ainda contribuiu ativamente para o desenvolvimento não só da ginástica, como também da educação física, enquanto formadora do homem, física e mentalmente, de acordo com a Pedagogia. Posterior a isso, já no século XIX, após uma gradativa evolução do conceito, que tomou ares de desporto após ter sido separado das atividades junto a outros esportes, como o atletismo, e da prática militar, a Federação Europeia de Ginástica (em francês: Fédération Européenne de Gymnastique), também chamada FEG, foi criada em 23 de julho de 1881, por Nicolas J. Cupérus e contou com a participação de três países: Bélgica, França e Holanda. Graças a sua dedicação, que conseguiu programar os exercícios físicos que a ginástica envolvia, primeiramente na Antuérpia, para depois seguir à Bélgica e à Europa, fundando então, a primeira entidade regulamentadora do esporte gímnico. Todavia, sua ideia de união e fraternidade entre os povos não incluía a competição:
| “ | Meu ideal será sempre o mesmo, e eu sonho com o momento no qual as competições serão supérfluas e que os ginastas se contentarão em ganhar como prêmio pelos seus esforços o equivalente exato em saúde, força, agilidade e tenacidade. | ” |

Na sequência da estruturação da entidade, o dramaturgo Anton Chekhov fundou a Federação Russa de Ginástica. Em 1896, a ginástica entrou no cronograma dos primeiros Jogos Olímpicos da nova era, revitalizada pelo então presidente da FEG, o belga Nicolas. Sete anos mais tarde, em 1903, por incentivo do presidente da Federação Francesa de Ginástica, Charles Gazalet, a Federação organizou seu primeiro Campeonato Mundial, de prática exclusivamente masculina. Foi graças a seu pensamento e a de alguns ginastas, que a primeira modalidade, a artística, tornou-se competitiva, surgida em torneios internacionais. As mulheres tiveram, em 1928, suas primeiras participações olímpicas e em 1934, suas primeiras disputas em Campeonatos Mundiais. Em 1921, a FEG tornou-se a hoje conhecida FIG, quando os primeiros dezesseis países não europeus foram admitidos na entidade. O primeiro país a de fato integrar a nova Federação foram os Estados Unidos. Nos dias atuais, é considerada a organização internacional mais antiga responsável pela estruturação da ginástica.
A educação e a competição são as palavras-chave em todos os aspectos dos esforços de desenvolvimento da FIG. Todas as sete disciplinas priorizam o conceito deste desenvolvimento, centrando-se nos valores pedagógicos, promocionais e de público. Desse modo, a ginástica cresce com os interessados que começam por apreciar as circunstâncias que envolvem a preparação, a formação e as fases de competições que são efetuados. Como inicialmente, na concepção de Nicolas, não estava inclusa a ideia de uma ginástica competitiva, mas de um desporto para as massas, na busca da performance e da interação entre os praticantes, além das melhorias físicas da prática, o holandês J. J. F. Sommer, criou a Gymnaestrada, um evento calcado nestes preceitos e nos movimentos que surgiram na extensão do continente europeu, expandindo assim os métodos ginásticos. Este festival foi ainda uma homenagem a Pehr Henrik Ling, o primeiro a tentar categorizar a ginástica em áreas de atuação.
Partindo do foco efetivamente gímnico, a ginástica para todos é como a base cultural de apoio da FIG. Esta modalidade é praticada por todos, independente de idade ou status. Sob este pensamento, a ginástica – com todas as suas implicações socioculturais – tornou-se um desporto acessível a todos, em todo o mundo.

### Ginástica para todos, o perfil da FIG

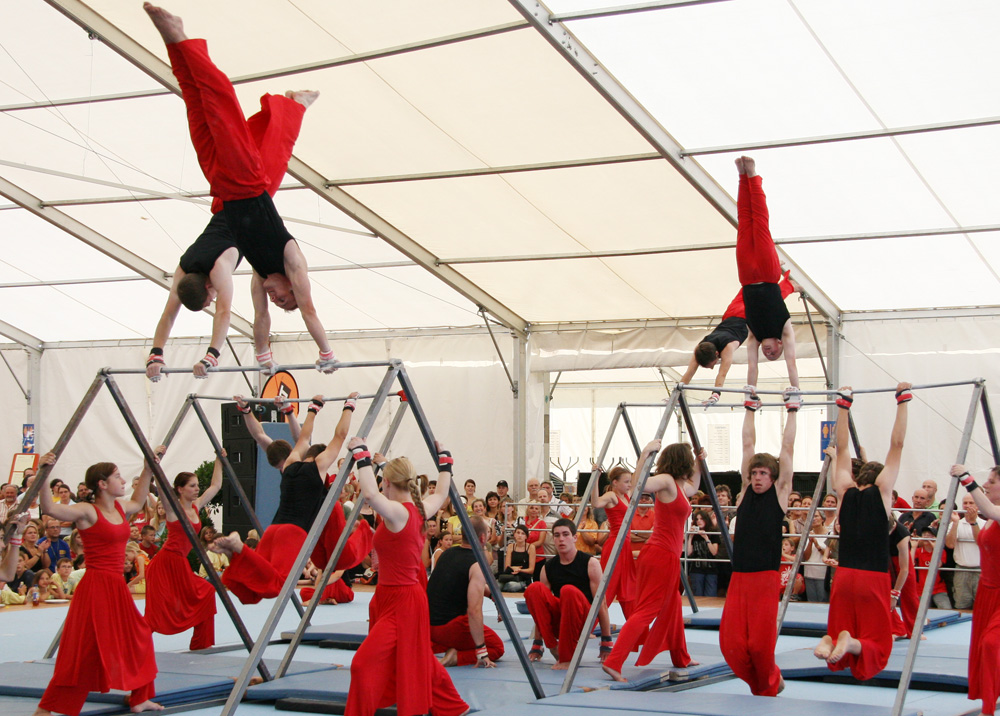
Exemplo de apresentação em recinto coberto e em grupo

Historicamente, a origem desta modalidade está atrelada à trajetória do conceito da ginástica e da própria Federação. Por mostrar-se mais interessado pelos festivais de ginástica e pelos benefícios da modalidade do que pelas competições, o até  então presidente Nicolas Cupérus, idealizou este evento, mas não chegou a vê-lo realizado, pois só em1953, o Festival Internacional de Ginástica, inspirado nas Lingiádas, que aconteciam na Suécia, teve sua primeira edição concretizada, em Roterdã. Ao fim do festival, alguns membros da FIG solicitaram um maior interesse por parte da entidade, para que voltasse o olhar com maior dedicação à ginástica fora do âmbito competitivo, contrariando seu posicionamento anterior, sob um maior enfoque às competições, e voltando ao objetivo primeiro de Cupérus. Em decorrência disto, em 1979, foi criada a Comissão de Trabalho da Ginástica Geral e, cinco anos depois, foi oficializado o Comitê Técnico da Ginástica Geral, com a finalidade de uma modalidade acessível a todos e não-competitiva.
A atualmente denominada ginástica para todos, antiga ginástica geral, além de inspirar o desenvolvimento da entidade, fornece à FIG três valores, devidamente divididos e definidos, que ainda servem de base para reger as demais disciplinas: informação, formação e prática:

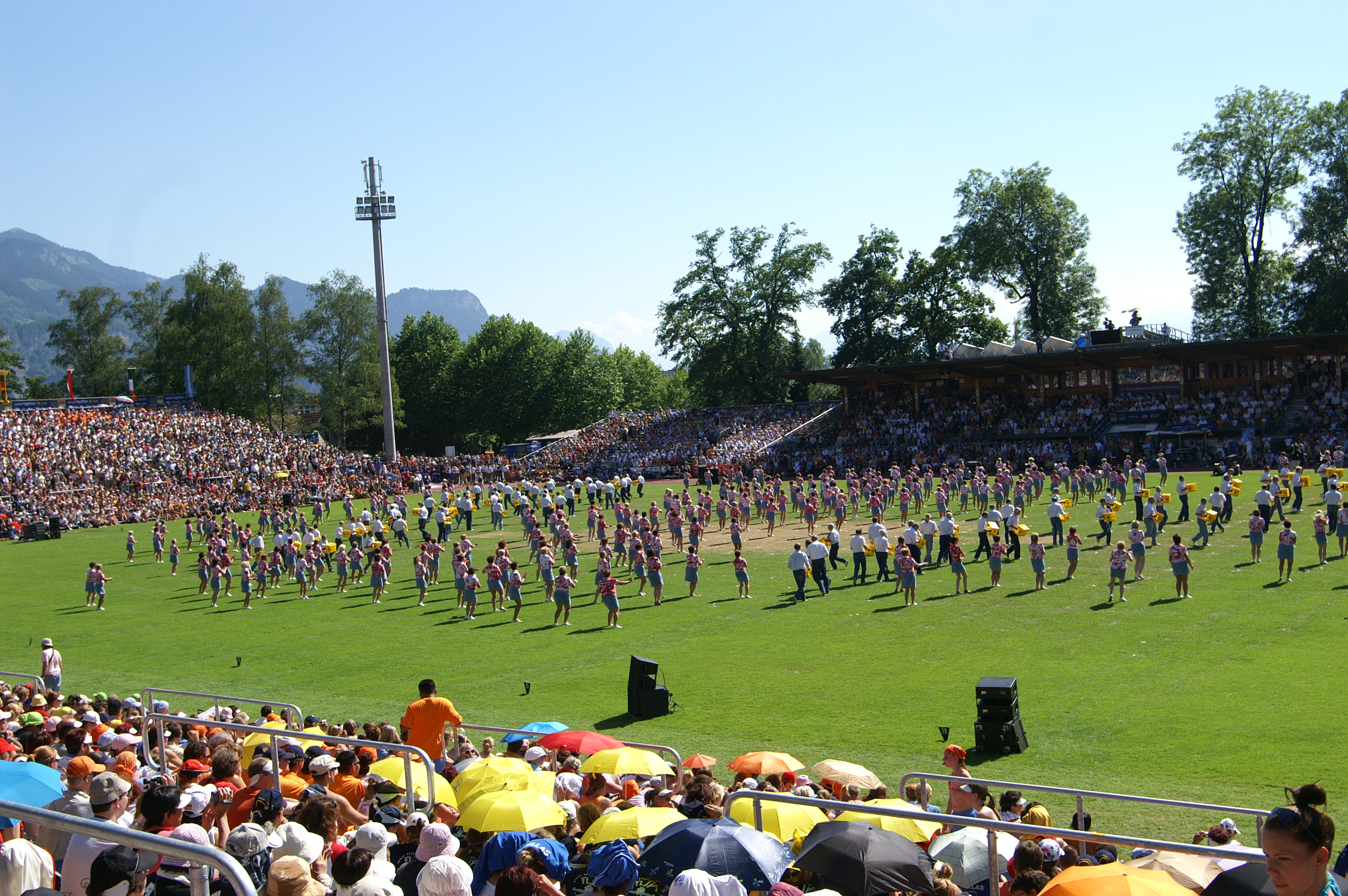
World Gymnaestrada 2007

- Informação: A World Gymnaestrada, anteriormente chamada de Gymnaestrada, é realizada a cada quatro anos e reúne cerca de 25 000 ginastas e afiliados à comissão do trabalho de ginástica geral. Em conjunto, trabalham para a divulgação do esporte, dando a oportunidade de aprendizado do desenvolvimento das modalidades gímnicas e uma maior ênfase sobre a visão não competitiva das mesmas.
- Formação: Está presente junto à informação neste programa de divulgação da ginástica. No entanto, a formação centra-se na busca de uma "ferramenta" para instrutores em potencial ou para o público interessado em geral. São também importantes as obtenções de recursos humanos e financeiros devotados ao desenvolvimento de "ferramentas" mais modernas para popularização e potencialização das informações.
- Prática: Independe do grau de excelência e das "ferramentas" disponíveis, em geral, apenas para instrutores e treinadores. A FIG, então, foca em qualificação de ensino, empenhando-se no projeto de educar educadores. Este projeto visa a melhoria qualificativa e quantitativa dos profissionais que atuarão na área da ginástica pelo mundo, em particular, em países que não possuem infra-estrutura adequada.

### Destaques históricos
Ao longo da história da FIG,1996 alguns fatos marcaram positiva ou negativamente a visão e a estrutura da entidade, que acompanhou a evolução e os percalços do desporto. Entre os principais encontram-se:
- A primeira participação da FEGbwgtywcvhw como entidade responsável pela ginástica em uma edição de Jogos Olímpicos;
- Ao longo de sua história, até o ano de 2010, contabilizou apenas oito presidentes: Nicolas Cupérus, Charles Gazalet, Adam Zamoyski, Goblet d'Alviella, Charles Thoeni, Arthur Gander, Yuri Titov e Bruno Grandi;
- Em 1928, faleceu seu primeiro presidente, após 43 anos no exercício do cargo;
- Em 1949, entrou em vigor o primeiro Código de Pontos, para estruturar as avaliações e as apresentações dos ginastas, além de lhes dar uma maior segurança nos aparelhos;[16]
- Entre os anos de 1971 e 1990, adentraram na entidade as Uniões que regram em seus continentes, as federações nacionais.
- Em 1975, a ginástica rítmica foi reconhecida e aceita uma nova modalidade da ginástica.
- Entre os anos de 1996 e 1998, a FIG reconheceu e aceitou as modalidades aeróbica, de trampolim e acrobática, como oficiais, o que as pôs sob a organização e o cuidado da Federação.
- Em 1999, a FIG abriu seu primeiro website, para que os interessados tivessem uma maior facilidade em acompanhar a evolução da Federação, seus afazeres e resultados das competições, bem como divulgar seus projetos não competitivos.
- No ano 2000, totalizou três modalidades olímpicas: ginástica artística, ginástica rítmica e ginástica de trampolim.
- Em 2002, a FIG inaugurou sua primeira academia de ginástica asiática, em Kuala Lumpur, na Malásia. A iniciativa serviu para divulgar o desporto no continente e dar assistência aos praticantes e futuros atletas.
- Em 2004, a Federação passou por um delicado momento: durante a realização das Olimpíadas de Atenas, recebeu acusações de roubo e favorecimento de notas, envolvendo ginastas como Alexei Nemov e Paul Hamm, confessados por um dos juízes da competição. Como consequência, a Federação, dois anos mais tarde, modificou todo o seu Código de Pontuação para notas de partida e notas de execução, invés de só a de execução até o 10.0 perfeito, atingido por Nadia Comaneci trinta anos antes.[17][18]
- Em 2007, aprovou um novo Código de Disciplina.

" a ginástica Não é somente um esporte e sim uma diversão" Diz Bianca Larissa dos santos

## Estrutura
A Federação é reconhecida pelo COI como a maior autoridade internacional sobre a ginástica. Sua estrutura é hierárquica e não-autônoma, isto é, seus segmentos trabalham em conjunto. Em 2010, a Federação com a participação de 127 membros, entre afiliados e suspensos. No ano seguinte, até 1º de março de 2011, a FIG passou a contar com 130 federações afiliadas.

### Autoridades e representantes
A FIG é composta por federações nacionais e continentais, que são reconhecidas como os órgãos de decisão em seus respectivos países e continentes. A entidade reconhece apenas uma federação por país, que deve ser também reconhecida por sua autoridade nacional máxima, tanto na educação física quanto no desporto. Estrutural e hierarquicamente, a FIG é regida por um Congresso, um Conselho, uma Comissão Executiva e uma Comissão Presidencial. Tais autoridades estão submetidas diretamente ao comando do Presidente. Existem ainda sete comitês técnicos - que administram suas respectivas modalidades - e o Secretário Geral, eleito pelo Comitê Executivo.

### Divisão interna e funções
Em resumo, é função da Federação a realização dos Campeonatos Mundiais de Ginástica e da Copa do Mundo de Ginástica Artística, bem como a regulamentação de todas as competições oficiais da ginástica e da Gymnaestrada, estabelecendo normas e compondo os calendários dos eventos internacionais competitivos ou não. É ainda sua função manter a boa imagem da ginástica, preservando a manutenção das regras e punindo aqueles que entram em desacordo com as premissas da Federação. São passíveis de punição rigorosa: o desrespeito em seu amplo sentido, o doping e o descumprimento do limite mínino da faixa etária. Como filiadas diretas e responsáveis pelas federações nacionais, estão a União Europeia de Ginástica, a União Pan-americana, a União Asiática e a União Africana.
Sua receita advém de alguns direitos que lhe são reservados, baseados nos deveres que deve honrar mediante as federações que se associam ou se filiam. Alguns deles são os patrocinadores, como a parceira Longines, os direitos de imagem e publicidade, suas publicações, como livros também oficiais, e o pagamento das taxas, recebido pelas federações nacionais. A receita é dividida entre seus afazeres, como manter sua estrutura e a boa evolução do desporto, combatendo atitudes antidesportivas e elaborando códigos para reger suas ramificações, incluindo limitações da mídia presente em seus eventos, financiando cursos para juízes e responsabilizando-se pela realização e por parte da premiação de seus campeonatos oficiais, dos quais também detém o direito de retirar uma porcentagem dos ganhos.
A estrutura da Federação que opera para efeitos de controle e administração inclui a seguinte divisão:
| Estrutura interna      | |
| Divisão                | Função |
| Congresso              | Responsável pela aplicação maior dos estatutos, quando o Conselho não está apto a mesma. Está subordinado diretamente ao presidente. |
| Conselho               | É o responsável pela aplicação dos estatutos diretamente às federações. É subordinado direto do Congresso |
| Comitê Executivo       | É o elaborador dos estatutos legais que regem a estrutura administrativa da FIG. Porém, não é o executante de nenhuma das leis que elabora. É dele ainda a responsabilidade de aministrar a gestão financeira e operacional dos assuntos internos da Federação.                                                                       |
| Presidência            | É eleito pelo Congresso e representa a mais alta autoridade da Federação. É o representante legal da entidade em todo e qualquer lugar e circustância. Atualmente, seu presidente é o italiano Bruno Grandi, re-eleito em 2008. |
| Secretaria Geral       | Tem por encargo, presidir as reuniões da entidade. Todos os documentos oficiais e informações oficiais são válidos somente se forem distribuídos pelo secretário geral. |
| Vice-presidências      | Formadas pelos vice-presidentes. São eles os encarregados de ajudar o presidente e podem receber funções especiais. Por ordem hierárquica, são os primeiros na lista de substituição caso algo impeça o presidente de honrar com seus compromissos.                                                                                   |
| Comitês técnicos       | Responsáveis diretos pelas especificidades de cada uma das modalidades. São também responsáveis pela elaboração das Tabelas des Elementos de cada disciplina e de seus respectivos Códigos de Pontos. |
| Comissão Presidencial  | Lida com aspectos pormenores da administração e gestão das questões de urgência. É a única autoridade habilitada a infligir medidas disciplinares em casos urgentes, sem consultar a autoridade a qual é subordinada: o Comitê Executivo.                                                                                             |
| Comissões              | Estão divididas em: competição, estatutos, disciplinar, médica, científica, de desenvolvimento, de aparelhos, marketing, mídia e de atletas. São as representantes, dentro da Federação, de cada um desses grupos. |
| Tribunal de Recurso    | Eleito pelo Congresso, é responsável por ouvir seus filiados e associados em caso de problemas e/ou descumprimentos das as regras da Federação Internacional. Seu dever é ouvir e organizar os fatos. Em caso de competições, o recurso é relacionado a problemas sofridos com notas, por exemplo. Sua base é o Código de Disciplina. |
| Tribunal de Arbitragem | Responsável pelo setor que organiza os árbitros e juízes das modalidades. São também elaboradores das regras que regem os árbitros e juízes. |
| Código das disciplinas | O Conselho estabelece um código de disciplina descrevendo o processo disciplinar das questões de regulação e das regras disciplinares aplicáveis no âmbito da FIG. |
| Medidas disciplinares  | Devem ser seguidas pelos membros e autoridades. |

## Membros
Até junho de 2008, a Federação Internacional de Ginástica contou com a presença de 129 membros ativos, sendo 121 destes detentores de todos os direitos disponibilizados pela entidade. Em junho do ano seguinte, esse número decresceu para 127, com as ausências de algumas nações africanas, como Angola e Camarões. Três anos mais tarde, o número de federações tornou a aumentar, agora para 130. Em maio de 2011, onze nações foram punidas com o afastamento das competições oficiais. Entre as mais prejudicadas esteve a nação cazaque, que possuía atletas medalhistas.
| \| - África do Sul - Albânia - Alemanha - Argélia - Andorra - Arábia Saudita - Argentina - Armênia - Austrália - Áustria - Azerbaijão - Bahamas - Bangladesh - Barbados - Bélgica - Bermudas - Bielorrússia - Bolívia - Botswana - Brasil - Bulgária - Cabo Verde - Canadá - Cazaquistão - Chile - China - Chipre - Colômbia - Coreia do Norte - Coreia do Sul - Costa Rica - Croácia \| - Cuba - Dinamarca - Egito - El Salvador - Equador - Eslováquia - Eslovênia - Espanha - Estados Unidos - Estónia - Etiópia - Filipinas - Finlândia - França - Geórgia - Reino Unido - Grécia - Guatemala - Honduras - Hong Kong - Hungria - Iêmen - Índia - Indonésia - Irão - Iraque - Irlanda - Islândia - Israel - Itália - Jamaica - Japão \| - Jordânia - Kuwait - Lesoto - Letônia - Liechtenstein - Líbano - Lituânia - Luxemburgo - Macau - Macedônia do Norte - Malásia - Malta - Marrocos - México - Myanmar - Moldávia - Mónaco - Mongólia - Montenegro - Namíbia - Nepal - Nigéria - Noruega - Nova Zelândia - Países Baixos - Paquistão - Palestina - Panamá - Paraguai - Peru - Polónia - Porto Rico \| - Portugal - Catar - Quirguistão - República Dominicana - Chéquia - Roménia - Rússia - San Marino - Senegal - Sérvia - Seicheles - Síria - Singapura - Sri Lanka - Suécia - Suíça - Tajiquistão - Taipé Chinesa - Tailândia - Taiwan - Trinidad e Tobago - Tunísia - Turquia - Ucrânia - Uruguai - Uzbequistão - Venezuela - Vietname - Iêmen - Zimbabwe \| | | | |
| - África do Sul - Albânia - Alemanha - Argélia - Andorra - Arábia Saudita - Argentina - Armênia - Austrália - Áustria - Azerbaijão - Bahamas - Bangladesh - Barbados - Bélgica - Bermudas - Bielorrússia - Bolívia - Botswana - Brasil - Bulgária - Cabo Verde - Canadá - Cazaquistão - Chile - China - Chipre - Colômbia - Coreia do Norte - Coreia do Sul - Costa Rica - Croácia | - Cuba - Dinamarca - Egito - El Salvador - Equador - Eslováquia - Eslovênia - Espanha - Estados Unidos - Estónia - Etiópia - Filipinas - Finlândia - França - Geórgia - Reino Unido - Grécia - Guatemala - Honduras - Hong Kong - Hungria - Iêmen - Índia - Indonésia - Irão - Iraque - Irlanda - Islândia - Israel - Itália - Jamaica - Japão | - Jordânia - Kuwait - Lesoto - Letônia - Liechtenstein - Líbano - Lituânia - Luxemburgo - Macau - Macedônia do Norte - Malásia - Malta - Marrocos - México - Myanmar - Moldávia - Mónaco - Mongólia - Montenegro - Namíbia - Nepal - Nigéria - Noruega - Nova Zelândia - Países Baixos - Paquistão - Palestina - Panamá - Paraguai - Peru - Polónia - Porto Rico | - Portugal - Catar - Quirguistão - República Dominicana - Chéquia - Roménia - Rússia - San Marino - Senegal - Sérvia - Seicheles - Síria - Singapura - Sri Lanka - Suécia - Suíça - Tajiquistão - Taipé Chinesa - Tailândia - Taiwan - Trinidad e Tobago - Tunísia - Turquia - Ucrânia - Uruguai - Uzbequistão - Venezuela - Vietname - Iêmen - Zimbabwe |

### Eleição

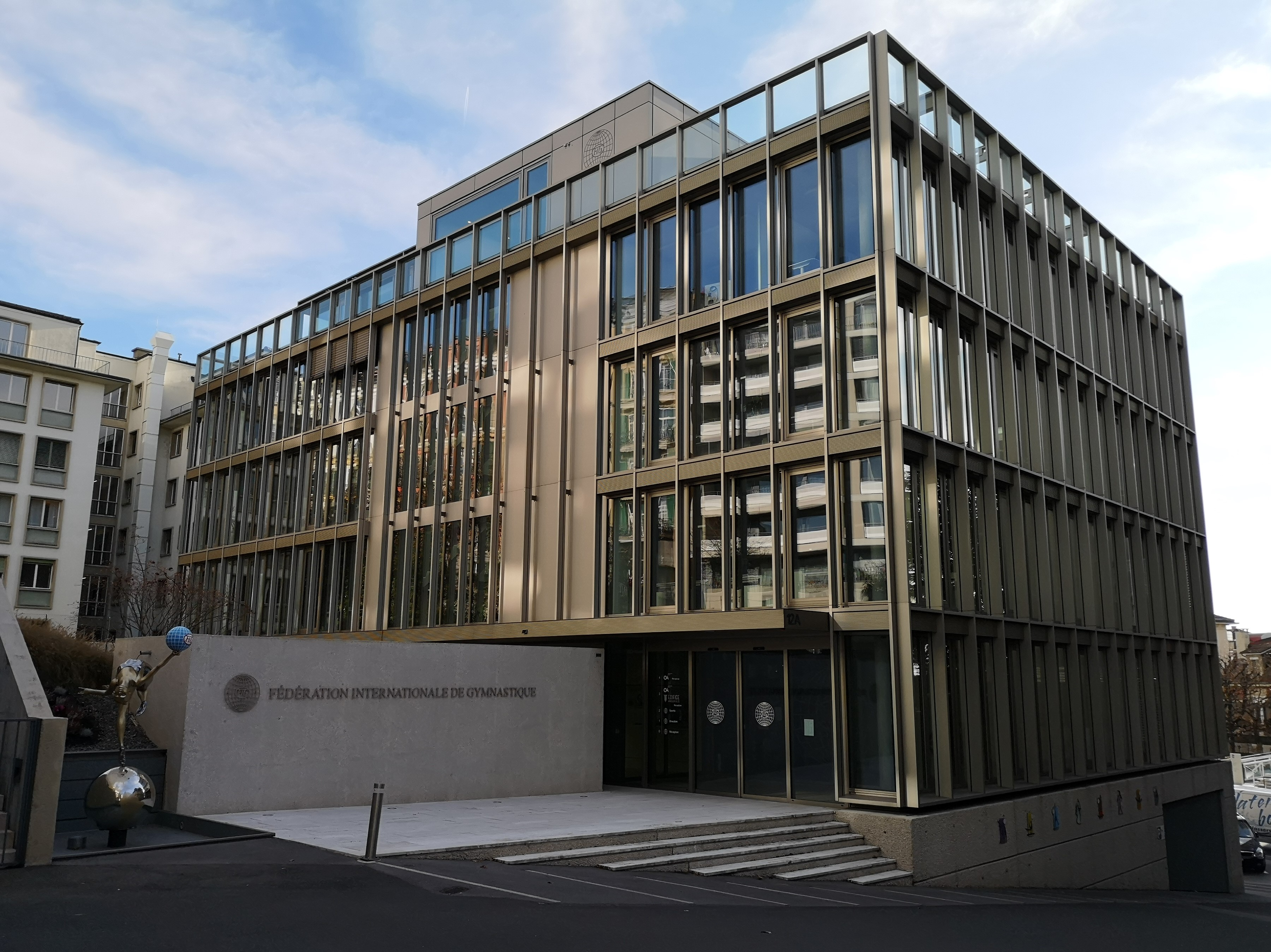
Sede da Federação, na Suíça.

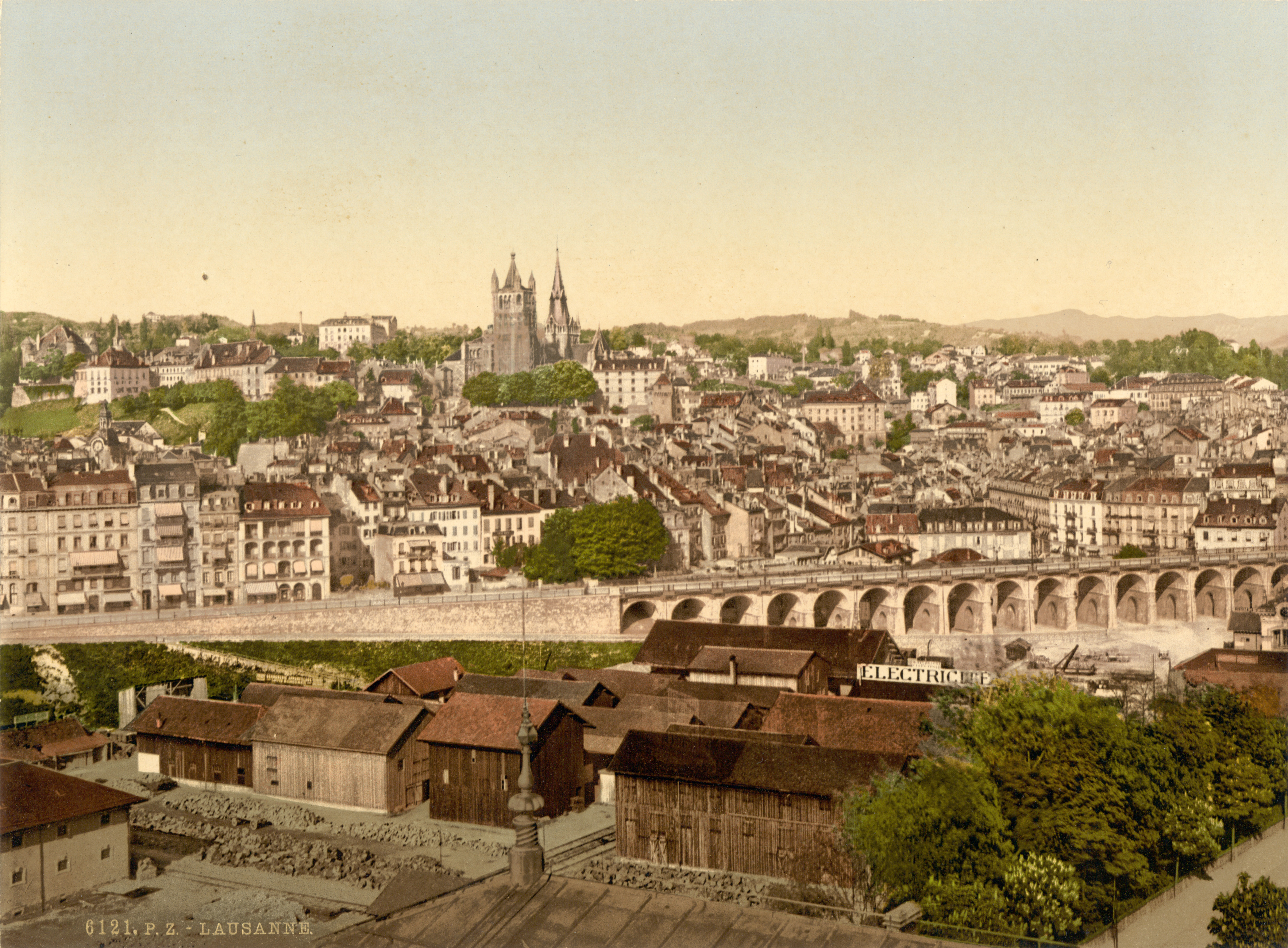
Localização da entidade. Imagem histórica da cidade de Lausanne, na Suíça, no início do século XX, vinte anos antes da Federação Europeia de Ginástica tornar-se a FIG.

A adesão à FIG por parte das federações, pode ser feita de duas formas: filiação ou associação:
As federações filiadas têm por direito o voto no Congresso, a apresentação de propostas ao Congresso, fazer nomeações para o escritório da FIG, propor candidaturas para posições aos cargos das estruturas da FIG e a participar dos eventos oficiais como previsto no artigo 32.1, elaborado pela Federação Internacional. Por fim, as federações filiadas têm como obrigação pagar uma taxa anual de um montante fixado pelo Congresso.
As federações associadas são aquelas que desejam manter ou estabelecer ligações com a FIG. Estes associados recebem as informações e as documentações, também destinadas às filiadas. Contudo, esta forma de adesão não dispõe dos mesmos direitos que aquela pagante da taxa anual. As federações associadas precisam ainda pagar uma taxa de confirmação para a entidade.

### Suspensão
A suspensão é um recurso de direito da Federação para lidar com aqueles que descumprem as suas regras e com isso ferem a evolução do desporto e os seus participantes. Entre as possibilidades de suspensão para uma federação, estão: Não pagar sua taxa anual e não cumprir suas obrigações perante a entidade. Tais atos, simultânea ou seguidamente efetuados, resultam em suspensão automática. Já o não pagamento da taxa, acarreta como punição a redução dos privilégios das filiadas, passando estas ao status de associadas. Caso uma federação infrinja qualquer uma das regras presentes no artigo oitavo elaborado pelo comitê executivo, também poderá ser suspensa.
Conseqüências da suspensão
Ao ser suspensa, uma federação perde o direito ao voto no Congresso, não mais pode oferecer-se em candidaturas ou apresentar propostas e não mais pode organizar ou participar de eventos oficiais organizados pela FIG ou por outras federações filiadas. Somente serão revistas as penas sofridas pela federação suspensa mediante o pagamento dos encargos financeiros devidos. Caso o problema apenas seja o atraso no pagamento, as federações não serão reintegradas da posse dos seus direitos se não justificarem o atraso, também mediante sanarem seus débitos.
Responsabilidade do Conselho
O Conselho é responsável por lidar com a suspensão das federações ou a redução do seu estatuto de filiadas à associadas e, se for caso, relatar ao Congresso os acontecimentos.

### Expulsão

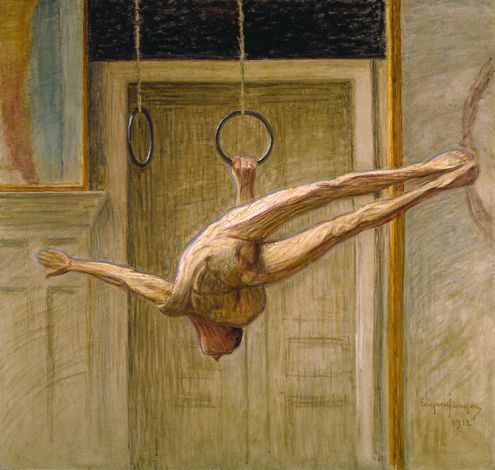
A expulsão de uma federação da FIG é o último recurso da entidade para manter a unidade da ginástica. Punição semelhante pode ser aplicada a um ginasta, com o seu banimento do desporto, devido, principalmente ao uso de doping. Na imagem, arte representando Eugène Fredrik Jansson (1862-1915).

A expulsão de uma federação acontece perante infrações contidas nos artigos segundo e oitavo, e podem ser determinadas pelo Congresso sob proposta do Conselho ou de alguma outra federação filiada. A expulsão é ainda considerada o último recurso da Federação Internacional para a preservação da ginástica e sua constante e gradativa evolução. Contudo, esta não é uma medida definitiva e a volta de uma entidade nacional dependerá de sua defesa diante do Congresso.
São razões para expulsão
1. A grave violação dos estatutos ou cometer ação prejudicial grave contra a FIG ou qualquer outro membro da Federação;
2. Completo desinteresse nas atividades da FIG;
3. Proferir palavras insolentes/rudes, fazer uso de gestos para as autoridades da FIG ou para qualquer outro membro Federação;
4. Não cumprimento de suas obrigações financeiras (exceto o não pagamento de sua taxa anual) para a FIG;
5. Não cumprimento de suas obrigações contratuais para com o envolvimento com/da FIG (por exemplo, na organização de eventos);
6. Atividades ilegais;
7. Não cumprimento das políticas antidoping;
8. Medidas injustificadas para não honrar com seus acordos perante a FIG e outras federações (por exemplo, falha em cumprir o regime de competições).

Readmissão
Readmissões só podem ser efetuadas perante os termos dispostos nos artigos quatro e cinco do estatuto. Caso uma federação tenha sido expulsa por razões financeiras, esta deve prover solução ao proposto no artigo 7.3 antes da readmissão ser efetivada.
Estatutos[b]
Segundo o estatuto que rege o regime de expulsão, o Congresso é o responsável pelo mesmo. Exceto expulsão por motivos financeiros, todas as outras só podem ser decididas pelo Congresso. A federação ré pode apresentar sua defesa por escrito ou representação pessoal realizada perante o Congresso. Expulsões por motivos estritamente financeiros só acontecem após dois anos de descumprimentos e, ao ser re-integrada, não recebe todos os seus direitos automaticamente.

## As disciplinas

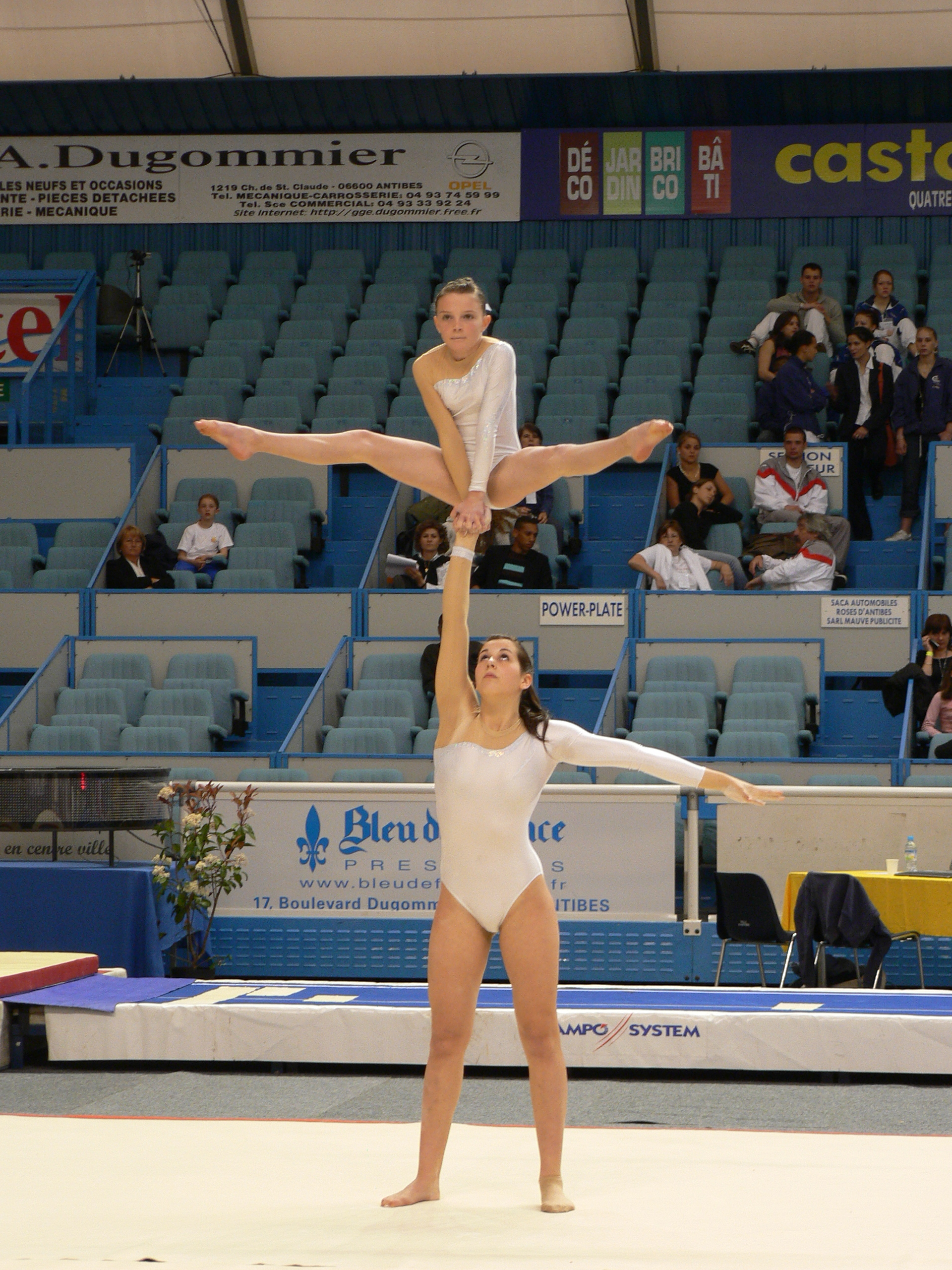
Dupla feminina acrobática, formada por Éleonore Lachaud e Clara Guinard, em 2007.

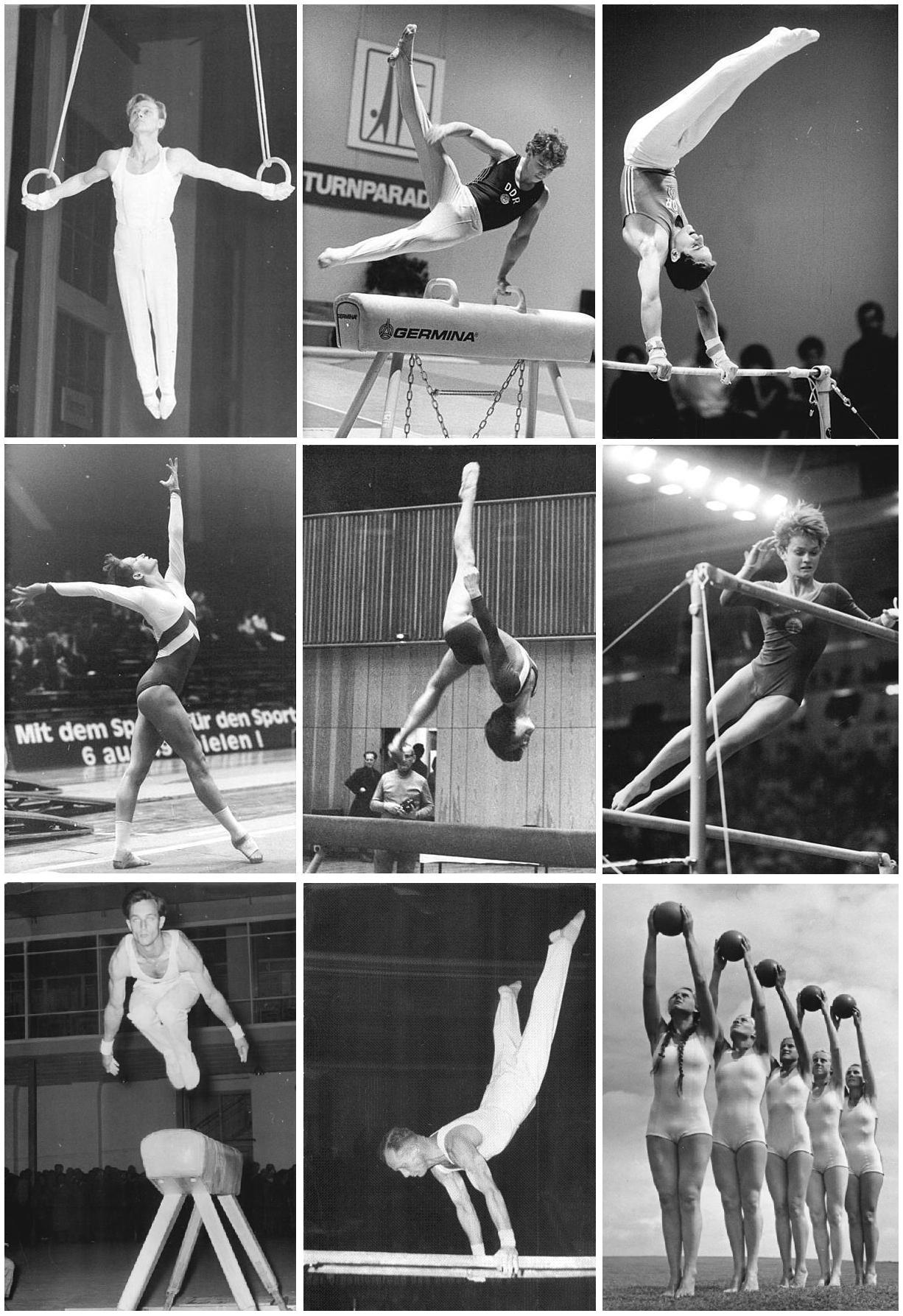
Aparelhos da modalidade artística.

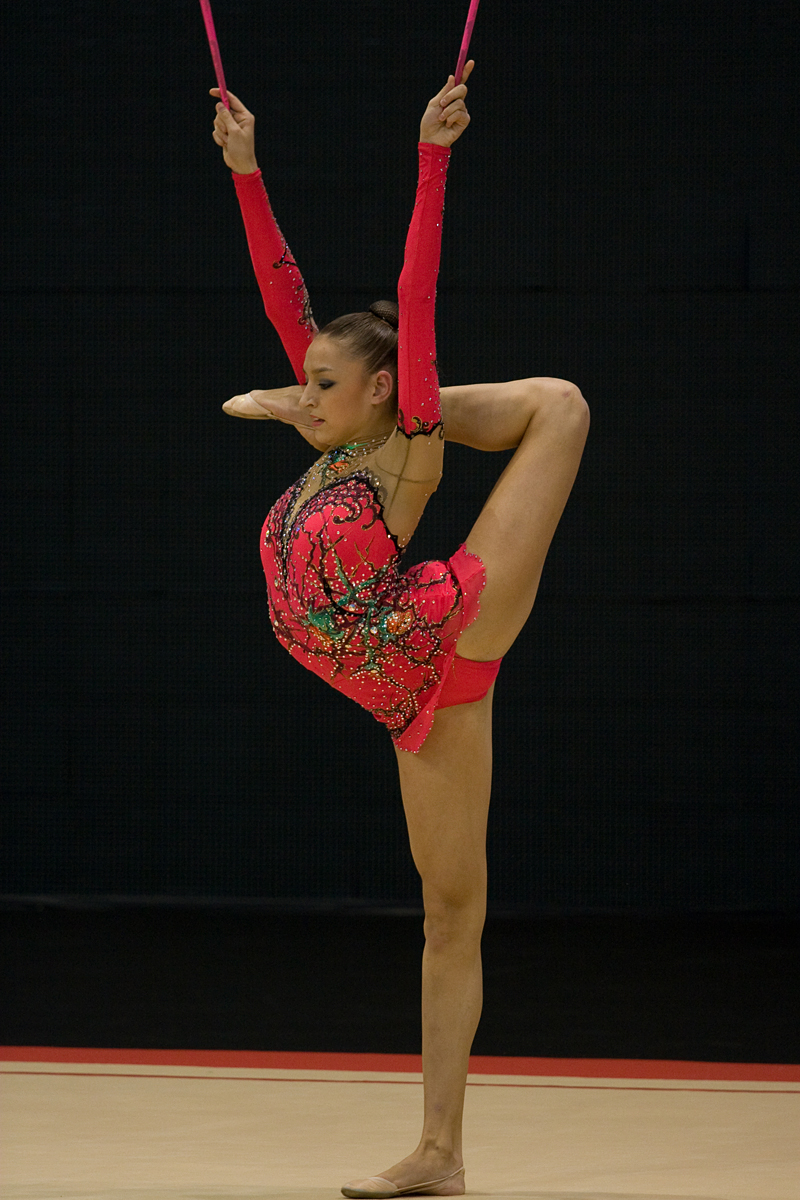
Yevgeniya Kanayeva da GR, competindo com as maças.

Simultaneamente, a FIG vem multiplicando seus esforços no desenvolvimento das disciplinas competitivas, gerando público, formação e assegurando a credibilidade de si e do esporte que rege. A ginástica, em todas as suas formas, requer o vestuário mais elementar, tornando-se altamente acessível a todos os grupos de renda.  A regra básica da FIG para as competições e práticas das modalidades é a de que os envolvidos nos projetos lembrem-se sempre que uma vitória só é alcançada através dos esforços do treinador junto ao atleta, e que apenas sob a orientação de um técnico apto e certificado que se pode ter a garantia de um trabalho seguro para o ginasta.
São sete as modalidades administradas e cuidadas pela Federação:

### Ginástica para todos
Atrelada a história da própria entidade, é a forma não competitiva de ginástica inserida na FIG. É vista em festivais do referido esporte ou a cada quatro anos no World Gymnasestrada, que reúne cerca de 25 000 ginastas a cada edição e foi idealizada por Nicolas Cupérus. Na essência, a ginástica para todos trás o conceito da ginástica em si e pode ser praticada por todos independente de idade, porte ou aptidão física. Esta é a ginástica enquanto prática física descrita por Francisco Amoros.
Por fim, a ginástica para todos é histórica e cuturalmente a base de todas as atividades da FIG e tem por significado a junção de todas as modalidades, que resultam em um conjunto de exercícios que visam os benefícios da prática constante. O importante é a realização dos movimentos gímnicos com prazer e originalidade.

### Ginástica acrobática
Historicamente, esta modalidade desenvolveu-se ao longo do século VIII, graças ao surgimento das atividades circenses. Contudo, apenas no século XX, tornou-se uma modalidade competitiva, com uma federação internacional que logo fundiu-se à FIG.
Praticada por homens e mulheres, é a modalidade considerada dinâmica e de espetáculo. Esta disciplina desenvolve coragem, força, coordenação e flexibilidade, além de exigir técnicas de salto. Suas rotinas são executadas com música e requerem expressão e movimentos do corpo perfeitamente sincronizados com a música. Suas competições possuem cinco divisões: par feminino, par masculino, par misto, trio feminino e quarteto masculino. As rotinas são executadas em um tablado de 12x12 metros, em igual medida ao da prática artística, e tem por objetivo o trabalho em grupo e a cooperação.

### Ginástica aeróbica
Esta modalidade, elaborada por Kenneth H. Cooper, foi inicialmente desenvolvida para o treinamento de astronautas. Mais tarde, a iniciativa fora continuada pela atriz Jane Fonda, que expandiu o programa técnica e comercialmente para se tornar a popular fitness aerobics. Apenas mais tarde, os exercícios aeróbicos tornaram-se também uma modalidade competitiva, incorporada à Federação Internacional de Ginástica, que a regulamentou e criou seus campeonatos específicos. Na primeira edição Mundial, 34 nações compareceram para as disputas.
Esta disciplina requer do ginasta um elevado nível de força, agilidade, flexibilidade e coordenação. Piruetas e mortais, típicos da ginástica artística, não são movimentos executados pela modalidade aeróbica. Seus eventos são divididos em cinco: individual feminino e masculino, pares mistos, trios e sextetos.

### Ginástica artística
De acordo com a evolução da ginástica, a modalidade artística foi sua primeira ramificação competitiva, em matéria de combinação de exercícios sistemáticos, criados para diferenciar as técnicas dos movimentos artísticos e de demosntração de força, dos das práticas militares. Praticada como exercício desde a Grécia antiga, evoluiu com o surgimento dos centros de treinamento, iniciados pelo alemão Friedrich Ludwig Jahn, que criou e aperfeiçoou aparelhos como conhecidos hoje, como a barra fixa. Da ginástica, foi a primeira modalidade inserida nos Jogos Olímpicos, logo na primeira edição.
Esta modalidade é praticada por homens e mulheres em diferentes eventos. Enquanto os homens praticam a MAG, as mulheres praticam a WAG. Todavia, apesar de divididas, possuem para a FIG o mesmo valor das demais. Na competição, as notas são divididas em de partida e de execução. Na fase classificatória, os primeiros 24 colocados avançam para a prova do concurso geral, as oito primeiras nações avançam para a final coletiva e os oito melhor colocados em cada aparelho avançam para as finais individuais por aparato. Oito são os aparelhos que compõem a modalidade artística: cavalo com alças, barra fixa, barras paralelas, argolas, salto, solo, barras assimétricas e trave de equilíbrio. Esta parte da ginástica atrai e cativa muitos ao redor do mundo e seus eventos são largamente acompanhados, seja pela televisão ou nos ginásios de competição.

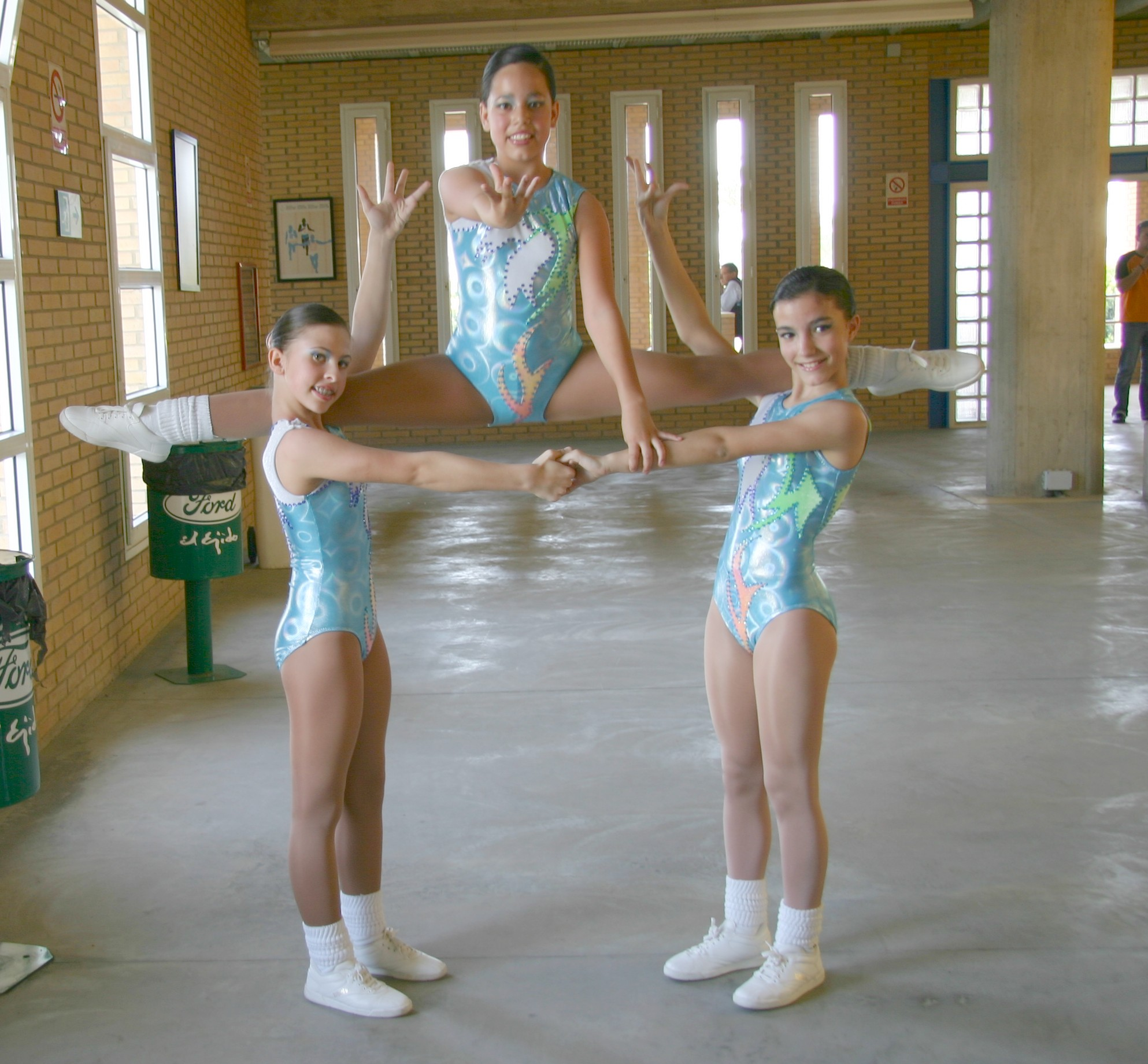
Três jovens competidoras da modalidade aeróbica da ginástica. A posição, de início de apresentação, foi realizada em um campeonato nacional.

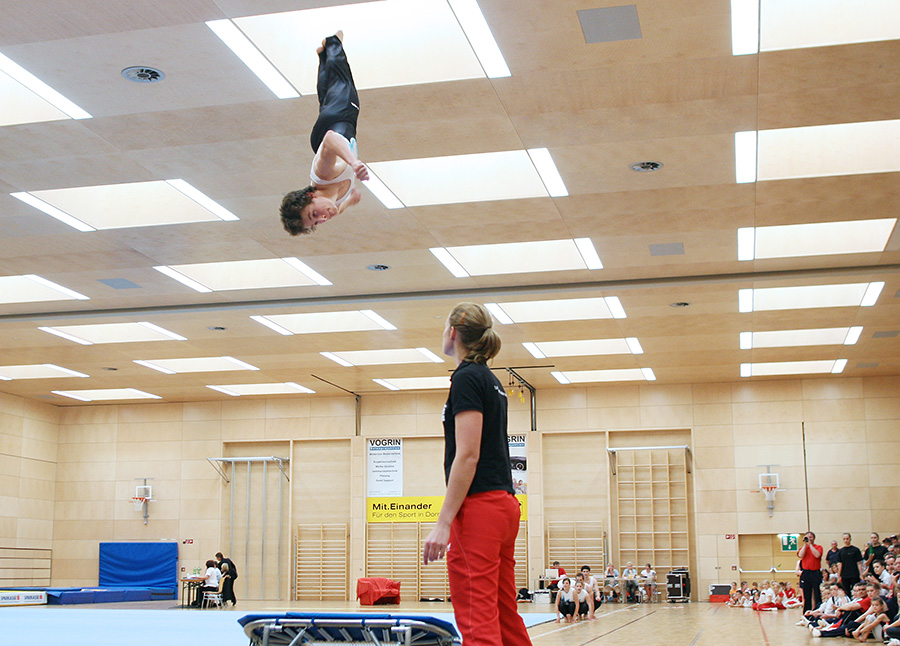
Apresentação de um ginasta júnior em um campeonato escolar, no trampolim individual.

### Ginástica rítmica
Os primeiros relatos da prática ginástica ligada ao ritmo datam do século XVI. Daí, foram mais de duzentos anos até que torna-se uma unidade de dança gímnica, levada à extinta União Soviética, local em que passara a ser ensinada como manifestação da ginástica artística, para a qual deixou como herança a musicalidade. Logo na sequência, conquistou um sistema organizado com aparelhos e competições próprios. Em 1996, tornou-se um esporte olímpico, cem anós após a entrada da ginástica em Jogos Olímpicos.
Esta modalidade é unicamente feminina. Seus exercícios são todos trabalhados no solo e realizados com o auxílio de música instrumental e cinco diferentes aparatos – arco, maças, corda, bola e fita. Envolve movimentos de corpo em dança de variados tipos e dificuldades combinadas com a manipulação de pequenos equipamentos. Em suas rotinas, são ainda permitidos certos elementos pré-acrobáticos, como os rolamentos e os espacates. Durante a competição são realizadas duas qualificatórias, a por equipes e a individual geral, que precedem suas respectivas fases finais. Na individual, a ginasta deve se mostrar superior em quatro aparelhos pré-determinados pela entidade ou pelo COI; já na prova coletiva, usam-se dois aparelhos diferentes, distribuídos para as cinco competidoras.

### Ginástica de trampolim
Essa modalidade tem seu surgimento impreciso. Apesar disso, sabe-se que na Idade Média os acrobatas de circo utilizavam tábuas de molas em suas apresentações e os trapezistas saltavam para uma rede de segurança. Todavia, somente no século XX as apresentações em "camas de pular" foram vistas, também em forma de entretenimento. Segundo estudos, o acrobata Du Trampolim aproveitou a impulsão da rede de proteção para decolar. Nos Estados Unidos, alguns anos mais tarde, o aparelho sofreu nova modificação, agora como equipamento de mergulho. Em 1936, George Nissen, ao deparar-se com o uso da rede de proteção, aprimorou a técnica e institucionalizou o trampolim acrobático como modalidade esportiva.
Liberdade, voo e espaço. Inúmeros mortais e piruetas são executados a oito metros de altura e requerem precisão técnica e preciso controle do corpo. As competições são individuais ou sincronizadas para os homens e para as mulheres. Popularizado, é praticado por profissionais do esporte e amadores. Fazem ainda parte da ginástica de trampolim o duplo-mini (uma de suas várias formas de execução) e o tumbling. O duplo-mini é considerada uma vertente nova, se comparada com as demais modalidades, e consiste na combinação da corrida do tumbling com os saltos verticais do trampolim: após uma pequena corrida, o atleta salta sobre um trampolim pequeno, duplamente nivelado, para executar um salto em um dos níveis, seguido imediatamente por um elemento que irá finalizar sobre o colchão de aterrissagem. Já o tumbling em si, apesar de inserido como pertencente a ginástica de trampolim, não nasceu desta modalidade. Sua competição consiste na avaliação de velocidade, força e habilidade, enquanto executa uma série de manobras acrobáticas realizadas em uma pista de 25 metros.

### Federações e confederações
| - «Comitê Olímpico Brasileiro» - «Conf. Bras. de Ginástica - CBG» - «Demais federações nacionais» | - «Comitê Olímpico Português» - «Federação portuguesa» - «Demais federações nacionais» |

#### Internacionais
| - «Fed. Int. de Ginástica - FIG» (em inglês) - «Comitê Olímpico Internacional» (em inglês) - «GymSports Nova Zelândia» (em inglês) - «Federação australiana» (em inglês) | - «Federações europeias» (em inglês) - «Federações asiáticas» (em inglês) - «Federações africanas» (em inglês) - «Federações americanas» (em inglês) |

### Outros
| - «Estatutos» (em inglês) - «International Gymnast Magazine» (em inglês) - «Inside Gymnastics Magazine» (em inglês) | - «The Skill's Page» (em inglês) - «Datas das primeiras competições» (em inglês) |